# Aeschynomene nana
Aeschynomene nana är en ärtväxtart som beskrevs av Velva Elaine Rudd. Aeschynomene nana ingår i släktet Aeschynomene och familjen ärtväxter. Inga underarter finns listade i Catalogue of Life.